# هارولد كروكر
هارولد كروكر (بالإنجليزية: Harold Crocker)‏ هو لاعب دوري الرغبي أسترالي، ولد في 14 ديسمبر 1927، وتوفي في 11 ديسمبر 2014.